# آگیوس کیریکوس
آگیوس کیریکوس (به لاتین: Agios Kirykos) یک شهرک در یونان است که در شهرداری ایکاریا واقع شده‌است.